# مردم دائور

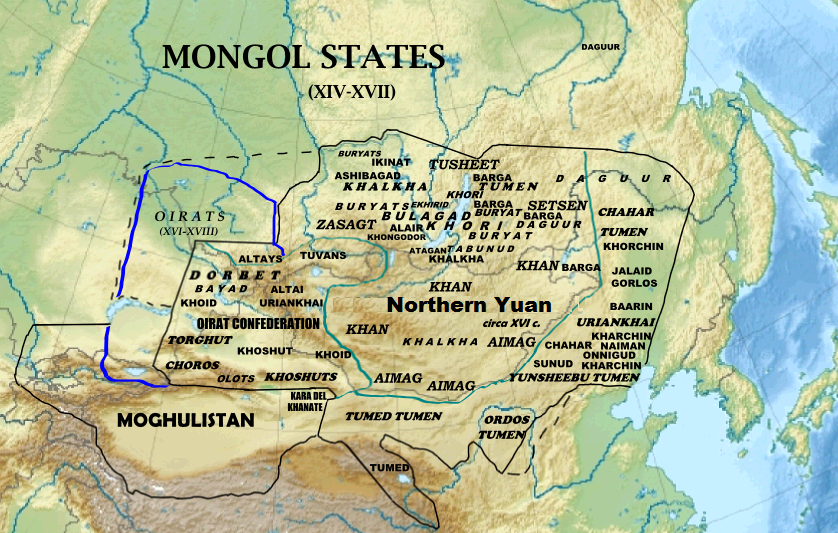
محل دائور (داغور) در سدهٔ شانزدهم.

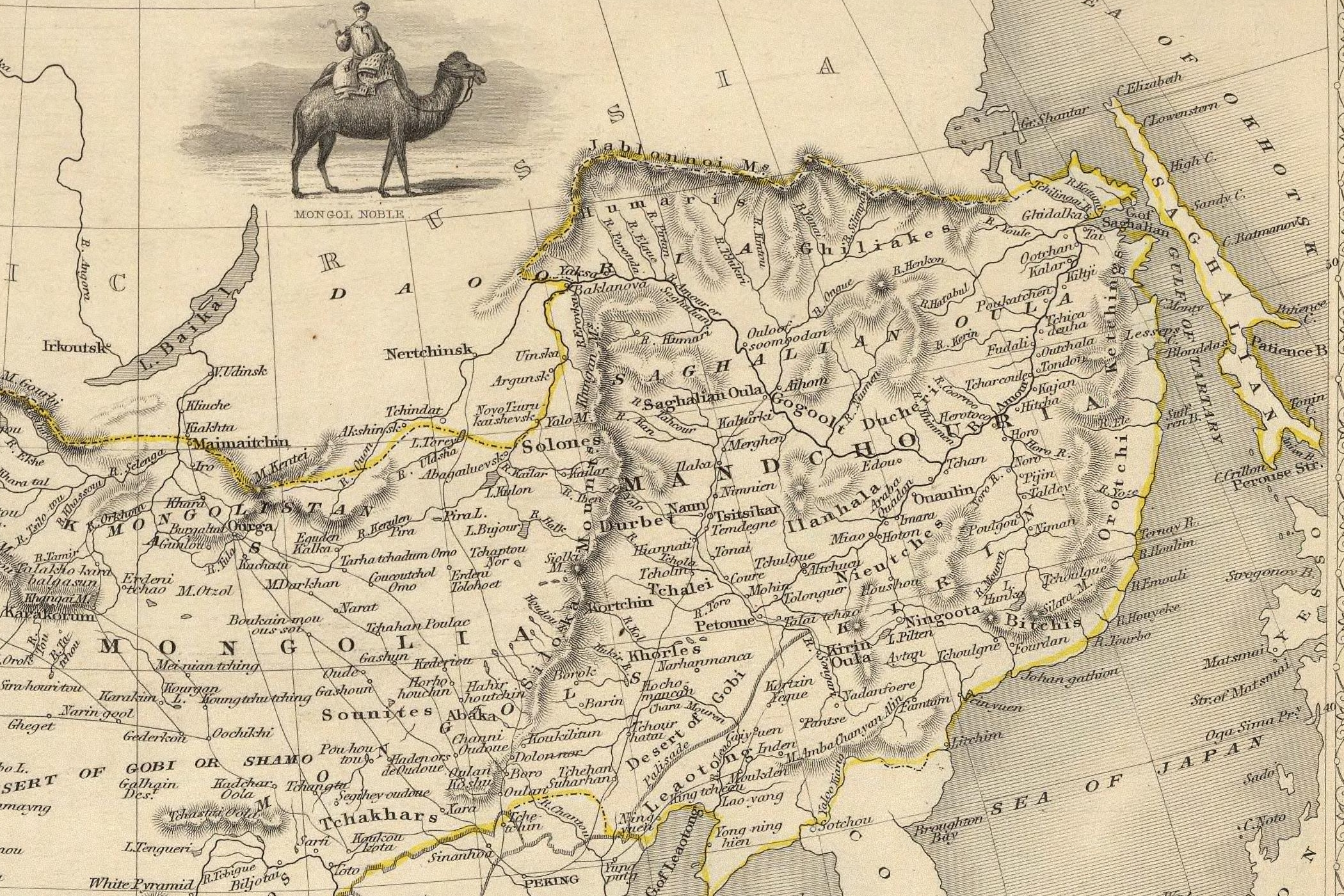
دائوریا بر روی نقشه ۱۸۵۱ بریتانیا. همان‌طور که نقشه ۷ سال پیش از پیمان آیگون منتشر شد، شرق (آمور) دائوریا هنوز به عنوان بخشی از دودمان چینگ نشان داده شده است.

مردم دائور، داگور، داغور یا دهور (داگور :ᡩᠠᡤᡠᠷ Daure; خلخا مغولی: Дагуур</link> Daguur simplified Chinese ; روسی: Дауры، داوری) قومی مغول هستند که در اصل بومی دائوریا هستند و اکنون عمدتاً در شمال شرقی چین (و سیبری، روسیه، در گذشته) قرار دارند. دائور یکی از ۵۶ گروه قومی است که به‌طور رسمی در جمهوری خلق چین به رسمیت شناخته شده است. طبق آخرین سرشماری (۲۰۱۰) تعداد آنها ۱۳۱۹۹۲ نفر بود و بیشتر آنها در پرچم خودمختار مورین داوا دائور در خولون بویر، شمال شرقی مغولستان داخلی و منطقه می‌لیسی دائور در چیچیهار، هیلونگ‌جیانگ، شمال شرقی چین زندگی می‌کنند. برخی از مردم دائور نیز در نزدیکی تاچنگ در سین کیانگ زندگی می‌کنند.
در دوران حکومت چینگ، برخی از دائورها به عنوان زبان دوم مانچو صحبت می‌کردند و می‌نوشتند.
همان‌طور که تجزیه و تحلیل‌های دی‌ان‌ای اخیر ثابت کرده است، دائورها از نظر ژنتیکی از نوادگان خیتان هستند. در کتاب «钦定《辽金元三史语解》» (ترجمه‌های امپراتوری تاریخ لیائو، تاریخ جین و تاریخ یوان) امپراتور کیانلونگ، او «大贺» را دوباره ترجمه می‌کند. از لیائو، به عنوان "达呼尔". این اولین نظریه‌ای است که ادعا می‌کند دائورها از نوادگان خیتان هستند.
در سدهٔ هفدهم، برخی یا همه دائورها در امتداد شیلکا، آمور بالا، بر روی رودخانه زیا و بوریا زندگی می‌کردند؛ بنابراین نام خود را برای منطقه دائوریا نیز به کار بردند.